# ヴァート (紋章学)

左半分が色彩による表現。右半分がペトラ・サンクタの手法による表現。

ヴァート（英: 古仏: Vert、仏: Sinople）は、紋章学における緑色を表すティンクチャーであり、「原色 (colours) 」と呼ばれる種類のティンクチャーに属する。なお、ティンクチャーとは紋章学における紋様の要素である原色・金属色・毛皮模様の総称である。
古典的な白黒の印刷物や硬貨の刻印をはじめとする彫刻では色を表すことができないため、ペトラ・サンクタの方法 (System of Petra Sancta) と呼ばれる手法では、ヴァートは紋章を見る側から向かって左上から右下の向きの斜め45度の平行線の領域として表される。さもなくば vt. といった省略形で示されることがある。
ヴァートは次のものを表現するとされている。
- エメラルド（宝石）
- 金星（天体） - 金星はさらに、伝統的な錬金術/神秘学の伝承で、金属の銅と関係している。

## 解説

### 語源
英語のヴァートは、中期英語では verte といい、ラテン語の「緑色の」を意味する viridis を語源とし、アングロフランス語又は中期フランス語の緑を意味する vert 又は verd を経て英語に取り入れられた。しかし、フランスの紋章学においては、このティンクチャーは少なくとも1415年以降はシノプル (sinople) と呼ばれていた。古フランス語及び初期の文書では、ヴァートが緑色ということを意味する一方で、シノプルは赤色を意味しており、その名前を得た鉱物の顔料につけられていた名前であった。しかしなぜ、フランス語で単語の意味が変わったかは明らかになっていない。

### 適用例
ヴァートの色はムスリムの信仰の象徴となっており、汎アラブ色のうちの1つである。その結果、アラブ諸国の多くのイスラム国家の国旗は緑色のストライプを含むか、緑色を背景とする旗である。また、ヴァートは、アフリカ諸国の国旗でも広く用いられており、汎アフリカ色のうちの1つもまた、緑色である。その他の国は、国土の緑と彼らの国の豊かさを表現するために、国旗にヴァートを用いている。

英語による最も短い紋章記述は「ヴァート」の一言だけの記述である。Pupellinの紋章とムアンマル・アル＝カッザーフィー政権時代の1977年から2011年まで使われていたリビアの国旗がそれにあたる。